# Pierre-Étienne Pollez
Pierre-Étienne Pollez est un rameur français, né le 19 juillet 1983 à Meudon.

## Palmarès

### Championnats du monde
- 2007 à Munich,  Allemagne
  -  Médaille d'argent en quatre de couple poids léger
- 2008 à Linz,  Autriche
  -  Médaille d'argent en quatre de couple poids léger
- 2010 à Karapiro,  Nouvelle-Zélande
  -  médaille d'argent en quatre de couple poids légers

### Championnats d'Europe d'aviron
- 2009 à Brest,  Biélorussie
  -  Médaille de bronze en deux de couple poids légers
- 2010 à Montemor-o-Velho,  Portugal
  -  Médaille de bronze en quatre de couple poids léger